# Баколи
Баколи (итал. Bacoli) — город в Италии, располагается в регионе Кампания, в провинции Неаполь.
Население составляет 27 402 человека (на 2004 г.), плотность населения составляет 2027 чел./км². Занимает площадь 13 км². Почтовый индекс — 80070. Телефонный код — 081.
Покровительницей коммуны почитается святая Анна. Праздник ежегодно празднуется 26 июля.

## Достопримечательности
На территории коммуны Баколи находятся остатки древних греческих и римских городов Кумы, Байи, Мизен, а также часть вулканического парка Флегрейских полей.
- Домик Ванвителли